# Палфорзия
Палфорзия - иммунотерапевтическое средство для смягчения аллергических реакций у людей с аллергией на арахис. Одобрен для применения: США (2019).

## Механизм действия
Не установлен.
Есть мнение, что задействуются два временных перекрывающихся процесса: острая десенсибилизация, происходящая в период от нескольких недель до нескольких месяцев, и иммуномодуляция, имеющая место в период от нескольких месяцев до нескольких лет.

## Показания
Иммунотерапевтическое средство для смягчения аллергических реакций у пациентов в возрасте от 4 до 17 лет с подтверждённым диагнозом аллергии на арахис.

## Противопоказания
- Астма
- эозинофильный эзофагит